# Трка на 3.000 метара са препрекама
Трка на 3.000 метара са препрекама је дугопругашка атлетска дисциплина. Назива се још и „Стиплчез“ (енгл. Steeplechase) а име је добила по истоименој дисциплини у коњичком спорту. Трка се базира на савлађивању препрека у виду препона и водених препрека, а одржава се на атлетским такмичењима на отвореном. Од 1920. уврштена је у програм Олимпијских игара у мушкој конкуренцији, а тек од 2008. и у женској конкуренцији.

## Правила
У сениорској конкуренцији дужина стазе је 3.000 метара, док се у конкуренцији млађих јуниора (узраст млађих од 18 година) трчи на 2.000 метара. Раније су и жене трчале на 2.000 метара стипл. Сваки круг се састоји од укупно 5 препрека, 4 суве и једна водена препрека. Тако сваки учесник у трци мора укупно савладати 28 сувих и 7 водених препрека. Трчи се по 7 кругова од 400 метара, плус још 200 метара на старту трке током којих атлетичари не наилазе на препреке на стази. Водена препрека се обично налази иза унутрашње стазе, али може бити и иза спољашње стазе.
Према правилима Светске атлетике висина сваке препреке износи 91,4 cm за мушкарце и 74,2 cm за жене и за разлику од трка са препонама на краћим дужинама, у трци са препрекама оне су фиксиране за подлогу, а сваки атлетичар има право да стане на препреку па је на тај начин прескочи. Препреке су распоређене на правим деловима стазе на међусобној удаљености од по 100 метара, док се пета, водена препрека налази на другј кривини од старта (и представљља четврту препреку од старта трке по реду). Водена препрека се састоји од препреке иза које се налази базен испуњен водом. Дужина базена са водом је 3,66 м а његова дубина износи 70 cm непосредно иза препоне и смањује се постепено са удаљеношћу од исте. Тако атлетичари који имају веће скакачке способности имају могућност да што мање долазе у контакт са дубљим деловима воденог базена, а нису ретки случајеви да поједини атлетичари готово у целости прескоче водену површину.

## Историјат трке
Ова тркачка дисциплина је настала на Британским острвима а такмичару су обично трчали од једног до другог градског торња (обично црквени торањ). Торњеви су тако служили као маркери који су означавали правац стазе јер се трчало кроз градске улице или природу. На стази су се обично налазиле бројне препреке у виду камених зидова или поточића које су такмичари морали да савладају.
Модерна трка са препрекама води порекло од трке кроз природу (енгл. Cross country steeplechase) од две миље и настала је на Оксфордском универзитету 1860. године. Већ 1865. правила трке су модификована и она је почела да се одржава на равној површини. Трка је била у програму модерних Олимпијских игара од њихових почетака, али са различитим дужинама. На 3.000 метара је почело да се трчи од 1920. године. Од Летњих олимпијских игара 1968. године овом дисциплином апсолутно доминирају кенијски атлетичари, који су на Играма 2004. успели чак да освоје све три медаље.
Прва женска трка са препрекама на великим такмичењима одржана је у оквиру Светског првенства у атлетици 2005. у Хелсинкију, а прво појављивање на Олимпијским играма десило се у Пекингу 2008. године.

## Развој светских рекорда
Службени светски рекорд у трци на 3.000 метара са препрекама за мушкарце држи етиопски атлетичар Ламеша Гирма и износи 7:52,11. Постигнут је 9. јуна 2023. на атлетском митингу у Паризу.*
Први такмичар који је стазу од 3.000 метара претрчао за мање од 8 минута био је Кенијац Мозес Киптануи 16. августа 1995. у Цириху (Швајцарска) са временом 7:59,18.
Власница светског рекорда у женској конкуренцији је Кенијка Беатрис Чепкоеч и он износи 8:44,32. Постављен је 20. јула 2018 у Монаку.

### Мушки рекорди (ручно мерење)
| ВРЕМЕ  | АТЛЕТИЧАР            | НАЦИОНАЛНОСТ | МИТИНГ     | ДАТУМ        |
| ------ | -------------------- | ------------ | ---------- | ------------ |
| 8:49,6 | Шандор Рожњој        | Мађарска     | Берн       | 28. 8. 1954. |
| 8:47,8 | Пенти Карвонен       | Финска       | Хелсинки   | 1. 7. 1955.  |
| 8:45,4 | Пенти Карвонен       | Финска       | Осло       | 15. 7. 1955. |
| 8:45,4 | Василиј Власенко     | СССР         | Москва     | 18. 8. 1955. |
| 8:41,2 | Јержи Чромик         | Пољска       | Брно       | 31. 8. 1955. |
| 8:40,2 | Јержи Чромик         | Пољска       | Будимпешта | 11. 9. 1955. |
| 8:39,8 | Семјон Ржишчин       | СССР         | Москва     | 14. 8. 1956. |
| 8:35,6 | Шандор Рожњој        | Мађарска     | Будимпешта | 16. 9. 1956. |
| 8:35,5 | Семјон Ржишчин       | СССР         | Талин      | 21. 7. 1958. |
| 8:32,0 | Јержи Чромик         | Пољска       | Варшава    | 2. 8. 1958.  |
| 8:31,4 | Зџислав Кржишковијак | Пољска       | Тула       | 26. 6. 1960. |
| 8:31,2 | Григориј Таран       | СССР         | Кијев      | 28. 5. 1961. |
| 8:30,4 | Зџислав Кржишковијак | Пољска       | Валч       | 26. 6. 1961. |
| 8:29,6 | Гастон Роленс        | Белгија      | Левен      | 7. 9. 1963.  |
| 8:26,4 | Гастон Роленс        | Белгија      | Левен      | 7. 8. 1965.  |
| 8:24,2 | Јуко Куха            | Финска       | Стокхолм   | 17. 7. 1968. |
| 8:22,2 | Владимир Дудин       | СССР         | Кијев      | 19. 8. 1969. |
| 8:22,0 | Кери О'Брајан        | Аустралија   | Берлин     | 4. 7. 1970.  |
| 8:20,8 | Андерс Гардеруд      | Шведска      | Хелсинки   | 14. 9. 1972. |
| 8:20,8 | Бен Џипчо            | Кенија       | Лагос      | 15. 1. 1973. |
| 8:19,1 | Бен Џипчо            | Кенија       | Хелсинки   | 16. 6. 1973. |
| 8:10,4 | Андерс Гардеруд      | Шведска      | Осло       | 25. 6. 1975. |
| 8:09,8 | Андерс Гардеруд      | Шведска      | Стокхолм   | 1. 7. 1975.  |
| 8:08,2 | Андерс Гардеруд      | Шведска      | Монтреал   | 28. 7. 1976. |
| 8:05,4 | Хенри Роно           | Кенија       | Сиетл      | 13. 5. 1978. |

### Мушки рекорди (електронско мерење)
| ВРЕМЕ    | АТЛЕТИЧАР            | НАЦИОНАЛНОСТ | МИТИНГ   | ДАТУМ        |
| -------- | -------------------- | ------------ | -------- | ------------ |
| 8:05,35  | Питер Коеч           | Кенија       | Стокхолм | 3. 7. 1989.  |
| 8:02,08  | Мозес Киптануи       | Кенија       | Цирих    | 19. 8. 1992. |
| 7:59,18  | Мозес Киптануи       | Кенија       | Цирих    | 16. 8. 1995. |
| 7:59,08  | Вилсон Бојт Кипкетер | Данска       | Цирих    | 13. 8. 1997. |
| 7:55,72  | Бернард Бармасај     | Кенија       | Келн     | 24. 8. 1997. |
| 7:55,28* | Брахим Булами        | Мароко       | Брисел   | 24. 8. 2001. |
| 7:53,63  | Саиф Саид Шахин      | Катар        | Брисел   | 3. 9. 2004.  |
| 7:52,11  | Ламеша Гирма         | Етиопија     | Париз    | 9. 6. 2023.  |

*16. августа 2002. марокански атлетичар Брахим Булами је претрчао стазу за 7:53,17 али тај рекорд није признат од стране Светске атлетске федерације јер је Булани почетком 2003. био позитиван на недозвољени стимуланс ЕПО.

### Женски рекорди (електронско мерење)
| ВРЕМЕ    | АТЛЕТИЧАРКА              | НАЦИОНАЛНОСТ | МИТИНГ      | ДАТУМ        |
| -------- | ------------------------ | ------------ | ----------- | ------------ |
| 10:34,5  | Сара Хиб                 | САД          | Волнат      | 20. 4. 1996. |
| 10:30,2  | Грејси Падила            | САД          | Лос Анђелес | 17. 5. 1996. |
| 10:23,47 | Кортни Мелдрум           | САД          | Атланта     | 23. 6. 1996. |
| 10:19,6  | Карен Харви              | Канада       | Волнат      | 18. 4. 1998. |
| 9:55,28  | Данијела Петреску        | Румунија     | Букурешт    | 21. 6. 1998. |
| 9:48,88  | Јелена Моталова          | Русија       | Тула        | 31. 7. 1999. |
| 9:43,64  | Кристина Касандра        | Румунија     | Букурешт    | 7. 8. 2000.  |
| 9:40,20  | Кристина Касандра        | Румунија     | Ремс        | 30. 8. 2000. |
| 9:22,29  | Јустина Бак              | Пољска       | Милано      | 5. 6. 2002.  |
| 9:21,72  | Алесија Турова           | Белорусија   | Острава     | 12. 6. 2002. |
| 9:16,51  | Алесија Турова           | Белорусија   | Гдањск      | 27. 7. 2002. |
| 9:08,33  | Гулнара Самитова-Галкина | Русија       | Тула        | 10. 8. 2003. |
| 9:01,59  | Гулнара Самитова-Галкина | Русија       | Ираклион    | 4. 7. 2004.  |
| 8:58,81  | Гулнара Самитова-Галкина | Русија       | Пекинг      | 17. 8. 2008. |
| 8:52.78  | Рут Џебет                | Бахреин      | Јуџин       | 27. 8. 2016. |
| 8:44.32  | Беатрис Чепкоеч          | Кенија       | Монако      | 20. 7. 2018. |

## Најбржих 25 тркача и тркачица на 3.000 метара са препрекама

### Мушкарци
Закључно са 14. новембром 2024. године.
| Поз. | Резултат | Атлетичар                | Националност | Место     | Датум              | Реф.  |
| ---- | -------- | ------------------------ | ------------ | --------- | ------------------ | ----- |
| 1    | 7:52,11  | Ламеша Гирма             | Етиопија     | Париз     | 9. јун 2023.       | [ 1 ] |
| 2.   | 7:53,63  | Саиф Саид Шахин          | Катар        | Брисел    | 3. септембар 2004. |       |
| 3.   | 7:53,64  | Бримин Кипроп Кипруто    | Кенија       | Монако    | 22. јул 2011.      | [ 2 ] |
| 4.   | 7:54,31  | Пол Кипсиеле Коеч        | Кенија       | Брисел    | 31. мај 2012.      |       |
| 5.   | 7:55,28  | Брахим Булами            | Мароко       | Брисел    | 24. август 2001.   |       |
| 6.   | 7:55,72  | Бернард Бармасај         | Кенија       | Келн      | 24. август 1997.   |       |
| 7.   | 7:58,85  | Езекијел Кембој          | Кенија       | Монако    | 22. јул 2011.      |       |
| 8.   | 7:56,16  | Мозес Киптануи           | Кенија       | Келн      | 24. август 1997.   |       |
| 9.   | 7:56,68  | Суфијан Ел Бакали        | Мароко       | Рабат     | 28. мај 2023.      | [ 3 ] |
| 10.  | 7:56.81  | Ричард Кипкембои Матлонг | Кенија       | Доха      | 11. мај 2012.      |       |
| 11.  | 7:57,29  | Рубен Косгеи             | Кенија       | Брисел    | 24. август 2001.   |       |
| 12.  | 7:58,41  | Јаирус Бирех             | Кенија       | Брисел    | 5. септембар 2014. | [ 4 ] |
| 13.  | 7:59,08  | Вилсон Бојт Кипкетер     | Кенија       | Цирих     | 13. август 1997.   |       |
| 14.  | 8:00,09  | Махиедин Мекхиси Бенабад | Француска    | Сен Дени  | 6. јул 2013.       | [ 5 ] |
| 15.  | 8:00,12  | Консеслус Кипруто        | Кенија       | Бирмингем | 5. јун 2016.       | [ 6 ] |
| 16.  | 8:00,45  | Иван Џегер               | САД          | Сен Дени  | 4. јул 2015.       | [ 7 ] |
| 17.  | 8:01,18  | Буабдела Тахри           | Француска    | Берлин    | 18. август 2009.   | [ 8 ] |
| 18.  | 8:01,67  | Абел Мутаи               | Кенија       | Рим       | 31. мај 2012.      |       |
| 19.  | 8:01,69  | Кипкируи Мисои           | Кенија       | Брисел    | 24. август 2001.   |       |
| 20.  | 8:02,36  | Абрхам Симе              | Етиопија     | Париз     | 7. јул 2024.       | [ 9 ] |
| 20.  | 8:02,36  | Амос Серем               | Кенија       | Париз     | 7. јул 2024.       | [ 9 ] |
| 22.  | 8:03,41  | Патрик Санг              | Кенија       | Келн      | 24. август 1997.   |       |
| 23.  | 8:03,57  | Али Езине                | Мароко       | Париз     | 23. јун 2000.      |       |
| 23.  | 8:03,57  | Хилари Јего              | Кенија       | Шангај    | 18. мај 2013.      |       |
| 25.  | 8:03,74  | Рејмонд Јатор            | Кенија       | Монако    | 18. август 2000.   |       |

### Жене
Закључно са 14. новембром 2024. године.
| Поз. | Резултат | Атлетичарка              | Националност         | Место      | Датум               | Реф.   |
| ---- | -------- | ------------------------ | -------------------- | ---------- | ------------------- | ------ |
| 1.   | 8:44,32  | Беатрис Чепкоеч          | Кенија               | Монако     | 20. јул 2018.       | [ 10 ] |
| 2.   | 8:44,39  | Винфред Јави             | Бахреин              | Рим        | 30. август 2024.    | [ 11 ] |
| 3.   | 8:48,03  | Перут Чемутаи            | Уганда               | Рим        | 30. август 2024.    | [ 11 ] |
| 4.   | 8:52,78  | Рут Џебет                | Бахреин              | Сен Дени   | 27. август 2016.    | [ 12 ] |
| 5.   | 8:53,02  | Нора Џеруто              | Казахстан            | Јуџин      | 20. јул 2022.       | [ 13 ] |
| 6.   | 8:54,61  | Веркуха Гетачев          | Етиопија             | Јуџин      | 20. јул 2022.       | [ 13 ] |
| 7.   | 8:55,15  | Фејт Черотич             | Кенија               | Сен Дени   | 6. август 2024.     | [ 14 ] |
| 8.   | 8:56,08  | Мекидес Абебе            | Етиопија             | Јуџин      | 20. јул 2022.       | [ 13 ] |
| 9.   | 8:57,35  | Џеклин Чепкоеч           | Кенија               | Лондон     | 23. јул 2023.       | [ 15 ] |
| 10.  | 8:57,77  | Кортни Фрерикс           | САД                  | Јуџин      | 21. август 2021.    | [ 16 ] |
| 11.  | 8:58,67  | Алис Фино                | Француска            | Сен Дени   | 6. август 2024.     | [ 14 ] |
| 12.  | 8:58,78  | Селифине Чеспол          | Кенија               | Јуџин      | 26. мај 2017.       | [ 17 ] |
| 13.  | 8:58,81  | Гулнара Самитова-Галкина | Русија               | Пекинг     | 17. август 2008.    | [ 18 ] |
| 14.  | 9:00,01  | Хајвин Кијенг Џепкемои   | Кенија               | Јуџин      | 28. септембар 2016. | [ 19 ] |
| 15.  | 9:00,71  | Сембо Алмајев            | Етиопија             | Фиренца    | 2. јун 2023.        | [ 20 ] |
| 16.  | 9:02,35  | Ема Кобурн               | САД                  | Доха       | 30. септембар 2019. | [ 21 ] |
| 17.  | 9:03,22  | Валери Констин           | САД                  | Јуџин      | 27. јун 2024.       | [ 22 ] |
| 18.  | 9:03,30  | Геза-Фелисита Краузе     | Немачка              | Доха       | 30. септембар 2019. | [ 21 ] |
| 19.  | 9:04,35  | Елизабет Бирд            | Уједињено Краљевство | Сен Дени   | 6. август 2024.     | [ 14 ] |
| 20.  | 9:04,61  | Зерфе Вондемагегн        | Етиопија             | Фиренца    | 2. јун 2023.        | [ 20 ] |
| 21.  | 9:04,93  | Марва Боузајани          | Тунис                | Рим        | 30. август 2024.    | [ 11 ] |
| 22.  | 9:05,36  | Хабиба Гриби             | Тунис                | Брисел     | 11. септембар 2015. | [ 23 ] |
| 23.  | 9:06,07  | Ломи Мулета              | Етиопија             | Сен Дени   | 6. август 2024.     | [ 14 ] |
| 24.  | 9:06,37  | Маруша Мишмаш-Зримшек    | Словенија            | Будимпешта | 27. август 2023.    | [ 24 ] |
| 25.  | 9:06,50  | Кортни Вејмент           | САД                  | Јуџин      | 27. јун 2024.       | [ 22 ] |

## Континентални рекорди у трци на 3.000 метара са препрекама за мушкарце
(стање 14. новембар 2024)
|     | Време   | Атлетичар                | Националност                     | Место          | Датум              |
| --- | ------- | ------------------------ | -------------------------------- | -------------- | ------------------ |
| АЗР | 7:53,63 | Саиф Саид Шахин          | Катар                            | Брисел         | 3. септембар 2004. |
| АФР | 7:52,11 | Ламеша Гирма             | Етиопија                         | Париз          | 9. јун 2023.       |
| ЕР  | 8:00,09 | Махиедин Мекхиси Бенабад | Француска                        | Сен Дени       | 6. јул 2013.       |
| САР | 8:00,45 | Иван Џегер               | САД                              | Сен Дени       | 4. јул 2015.       |
| ЈАР | 8:14,41 | Вандер до Прадо Моура    | Бразил                           | Мард дел Плата | 22. март 1995.     |
| ОКР | 8:09,64 | Џорди Бимиш              | Нови Зеланд                      | Париз          | 7. јул 2024.       |
| РС  | 8:28,80 | Вуле Максимовић          | Србија АК Црвена Звезда, Београд | Будимпешта     | 4. септембар 1989. |

## Континентални рекорди у трци на 3.000 метара са препрекама за жене
(стање 14. новембар 2024)
|     | Време    | Атлетичарка            | Националност                     | Место    | Датум            |
| --- | -------- | ---------------------- | -------------------------------- | -------- | ---------------- |
| АЗР | 8:44,39  | Винфред Јави           | Бахреин                          | Рим      | 30. август 2024. |
| АФР | 8:44,32  | Беатрис Чепкоеч        | Кенија                           | Монако   | 20. јул 2018.    |
| ЕР  | 8:58,67  | Алис Фино              | Француска                        | Сен Дени | 6. август 2024.  |
| САР | 8:57,77  | Кортни Фрерикс         | САД                              | Јуџин    | 21. август 2021. |
| ЈАР | 9:24,38  | Татјана Ракел да Силва | Бразил                           | Вотфорд  | 11. јун 2022.    |
| ОКР | 9:14,28  | Џеневјев Лаказ         | Аустралија                       | Сен Дени | 27. август 2016. |
| РС  | 10:02,24 | Биљана Јовић           | Србија АК Црна Трава, Власотинце | Дебрецин | 13. јул 2007.    |